# Piotr Żyła
Piotr Paweł Żyła (Cieszyn, 16 januari 1987) is een Poolse schansspringer.

## Carrière
Bij zijn wereldbekerdebuut, in januari 2006 in Sapporo, scoorde Żyła direct zijn eerste wereldbekerpunten. Op de wereldkampioenschappen schansspringen 2007 in Sapporo eindigde de Pool als 42e op de normale schans en als 35e op de grote schans, in de landenwedstrijd eindigde hij samen met Kamil Stoch, Robert Mateja en Adam Małysz op de vijfde plaats. Tijdens de wereldkampioenschappen skivliegen 2008 in Oberstdorf eindigde hij samen met Kamil Stoch, Stefan Hula en Adam Małysz op de tiende plaats in de landenwedstrijd.
In Oslo nam Żyła deel aan de wereldkampioenschappen schansspringen 2011. Op dit toernooi eindigde hij als negentiende op de normale schans en als 21e op de grote schans, samen met Kamil Stoch, Stefan Hula en Adam Małysz eindigde hij als vierde in de landenwedstrijd op de normale schans en als vijfde in de landenwedstrijd op de grote schans.
In december 2011 behaalde de Pool in Lillehammer zijn eerste toptienklassering in een wereldbekerwedstrijd. Op de wereldkampioenschappen skivliegen 2012 in Vikersund eindigde hij op de 33e plaats, in de landenwedstrijd eindigde hij samen met Maciej Kot, Krzysztof Miętus en Kamil Stoch op de zevende plaats.
Tijdens de wereldkampioenschappen schansspringen 2013 in Val di Fiemme eindigde Żyła als 23e op de normale schans en als negentiende op de grote schans, samen met Maciej Kot, Dawid Kubacki en Kamil Stoch veroverde hij de bronzen medaille in de landenwedstrijd. Op 17 maart 2013 boekte de Pool in Oslo zijn eerste wereldbekerzege.

## Resultaten

### Olympische Winterspelen
| Jaar | Plaats | Resultaten              |
| ---- | ------ | ----------------------- |
| 2014 | Sotsji | 34e HS140 4e Team HS140 |

### Wereldkampioenschappen
| Jaar | Plaats        | Resultaten                                      |
| ---- | ------------- | ----------------------------------------------- |
| 2007 | Sapporo       | 42e HS100 35e HS134 5e Team HS134               |
| 2011 | Oslo          | 19e HS106 21e HS134 4e Team HS106 5e Team HS134 |
| 2013 | Val di Fiemme | 23e HS106 · 19e HS134 · Team HS134              |
| 2015 | Falun         | 9e HS134 · 33e HS100 · Team HS134               |
| 2017 | Lahti         | Team HS130 · HS130 · 19e HS100                  |
| 2019 | Seefeld       | 33e HS109 19e HS130 4e Team HS130               |

### Wereldkampioenschappen skivliegen
| Jaar | Plaats     | Resultaten              |
| ---- | ---------- | ----------------------- |
| 2008 | Oberstdorf | 10e Team HS213          |
| 2012 | Vikersund  | 33e HS225 7e Team HS225 |
| 2018 | Oberstdorf | 17e HS235 · Team HS235  |

### Wereldbeker
Eindklasseringen
| Seizoen   | Algm | SV    | 4S     | NT  | RAW |
| --------- | ---- | ----- | ------ | --- | --- |
| 2005/2006 | 51e  | –     | –      | –   |     |
| 2006/2007 | 55e  | –     | –      | 30e |     |
| 2007/2008 | –    | –     | –      | 49e |     |
| 2008/2009 | 81e  | –     | 40e    | –   |     |
| 2010/2011 | 54e  | 38e   | –      |     |     |
| 2011/2012 | 19e  | 23e   | 39e    |     |     |
| 2012/2013 | 15e  | 8e    | 23e    |     |     |
| 2013/2014 | 20e  | 19e   | 34e    |     |     |
| 2014/2015 | 19e  | 11e   | 19e    |     |     |
| 2015/2016 | 35e  | 23e   | 64e    |     |     |
| 2016/2017 | 11e  | 10e   | Zilver |     | 14e |
| 2017/2018 | 16e  | 22e   | 15e    |     | 18e |
| 2018/2019 | 4e   | Brons | 19e    |     | 17e |
| 2019/2020 | 11e  | Brons | 14e    |     | 17e |

Wereldbekerzeges
| Datum            | Plaats          | Schans      |
| Individueel      | Individueel     | Individueel |
| ---------------- | --------------- | ----------- |
| 17 maart 2013    | Oslo            | HS134       |
| 15 februari 2020 | Bad Mitterndorf | HS235       |
| Team             |                 |             |
| 3 december 2016  | Klingenthal     | HS140       |
| 28 januari 2017  | Willingen       | HS145       |
| 17 november 2018 | Wisła           | HS134       |
| 15 februari 2019 | Willingen       | HS145       |
| 23 maart 2019    | Planica         | HS240       |
| 14 december 2019 | Klingenthal     | HS140       |

### Grand-Prix
Eindklasseringen
| Jaar | Plaats |
| ---- | ------ |
| 2011 | 5e     |
| 2012 | 26e    |
| 2013 | 44e    |
| 2014 | 5e     |
| 2015 | 9e     |
| 2016 | 44e    |
| 2017 | 8e     |
| 2018 | Brons  |
| 2019 | 8e     |